# Fernsehturm Endem
Der Fernsehturm Endem ist ein von 1998 bis 2008 errichteter Fernsehturm in Stahlbetonbauweise im Stadtteil Büyükçekmece der türkischen Metropole Istanbul. Der Endem Fernsehturm ist 257 Meter hoch und besitzt in 148 bis 160 Meter Höhe einen Besucherbereich.
Der Turm wurde nach seiner Fertigstellung nie in Betrieb genommen. Spätestens seit dem Bau des neuen Fernsehturm Küçük Çamlıca im asiatischen Teil der Stadt gilt er als Investitionsruine. Am 10. März 2017 stieß ein von der Eczacıbaşı Holding genutzter Hubschrauber des Typs Sikorsky S-76 im dichten Nebel mit dem Fernsehturm zusammen und stürzte neben der nahegelegenen Autobahn ab. Dabei kamen alle sieben Insassen, darunter vier Russen, ums Leben. Der Fernsehturm blieb unbeschädigt.